# Zebra Art Records
Zebra Art Records är ett svenskt skivbolag. 
Zebra Art är ett oberoende skivbolag med säte i Göteborg. Det drivs av Valle Erling och har gett ut skivor sedan 1998. Bland bolagets artister märks Eldkvarn, som gett ut tre livealbum på detta bolag, samt Stefan Andersson, Ideell Rebell, Martin Schaub, Sara Thuresson, Sam Vesterberg, West of Eden, Per-Ivar Östmann och Valle Erlings grupp Valdemar.